# Virgil van Dijk
Virgil van Dijk (Breda, Hollandia, 1991. július 8. –) holland labdarúgó, a Liverpoolban játszik, hátvédként.

## Pályafutása

### Klubcsapatokban

#### Groningen
Van Dijk Bredában született, holland apa és suriname-i anya gyermekeként. A Willem II ifiakadémiáján kezdte pályafutását, majd 2010-ben ingyen leigazolta a Groningen. Az első csapatban 2011. május 1-jén, az ADO Den Haag ellen mutatkozott be, a 72. percben csereként beállva. Első gólját október 30-án, a Feyenoord 6-0-s legyőzése során szerezte. 2012. január 22-én, a Heracles Almelo ellen ismét eredményes volt, majd a következő fordulóban, a Twente ellen újabb gólt szerzett. A 2012/13-as idényben október 7-én talált be először, a Feyenoord ellen, majd december 23-án ismét gólt lőtt a rotterdami klubnak.

#### Celtic
2013. június 21-én a Celtic 2,6 millió fontért leigazolta van Dijket, négyéves szerződést adva neki. Augusztus 17-én, az Aberdeen ellen debütált. Egy héttel később, az Inverness CT ellen kezdőként kapott lehetőséget. November 9-én két gólt is fejelt a Ross County ellen, majd december 26-án egy egyéni akció után győztes gólt szerzett a St. Johnstone ellen. 2014. január 26-án, a Hibernian 4-0-s legyőzése során ismét betalált, hozzájárulva csapata sorozatban elért 11. győzelméhez. Február 25-én kiállították az Aberdeen ellen, ami után csapata elszenvedte szezonbeli első vereségét. A szezon végén két másik Celtic játékossal együtt beválogatták az év legjobb csapatába a skót élvonalban.
2014. július 22-én kétszer volt eredményes a Knattspyrnufélag Reykjavíkur elleni Bajnokok Ligája-selejtezőn, hozzájárulva csapata továbbjutásához. A bajnokságban november 9-én szerezte meg első gólját a 2014/15-ös szezonban, egy Aberdeen elleni találkozón. Három héttel később, a Skót Kupában kétszer is betalált, a Hearts ellen. Február 26-án, az Internazionale ellen már az első félidőben piros lapot kapott az Európa-ligában, egy Mauro Icardival szembeni szabálytalanság után. Március 8-án a Skót Kupában is kiállították, a Dundee United ellen. Csapatával ismét megnyerte a bajnokságot és ezúttal is bekerült a bajnokság álomcsapatába. Van Dijk a hírek szerint azután döntött úgy, hogy távozni szeretne a Celtictől, hogy csapata a 2015/16-os szezon elején még a selejtezők során kiesett a Bajnokok Ligájából, a Malmö FF ellen.

#### Southampton
Van Dijk 2015. szeptember 1-jén öt évre szóló szerződést kötött az angol Southamptonnal. A klub a hírek szerint 13 millió fontot fizetett érte. Szeptember 12-én, egy West Bromwich Albion elleni 0-0-s döntetlen alkalmával mutatkozott be új csapatában. Két héttel később, harmadik Premier League-meccsén megszerezte első gólját, a Swansea City ellen. 2016. május 7-én új, hat évre szóló szerződést írt alá a csapattal.

#### Liverpool
2017.december 27-én a Liverpool a klub honlapján jelentette be, hogy van Dijk a következő évet már a Vörösök játékosaként kezdi meg, új klubjában a 4-es számú mezt fogja viselni. Rögtön a debütálása alkalmával megszerezte első gólját. 2018. január 5-én, az FA-kupa 3. fordulójában, az Everton elleni meccsen szögletből, fejjel volt eredményes.

### A válogatottban
A holland válogatottban 2015. október 10-én, egy Kazahsztán elleni Eb-selejtezőn debütált.

## Statisztika

### Klubcsapatokban
2019. május 12-én lett frissítve.
| Klub             | Szezon           | Bajnokság       | Bajnokság | Kupa            | Kupa  | Ligakupa        | Ligakupa | Nemzetközi      | Nemzetközi | Összesen        | Összesen |
| Klub             | Szezon           | Pályára lépések | Gólok     | Pályára lépések | Gólok | Pályára lépések | Gólok    | Pályára lépések | Gólok      | Pályára lépések | Gólok    |
| ---------------- | ---------------- | --------------- | --------- | --------------- | ----- | --------------- | -------- | --------------- | ---------- | --------------- | -------- |
| Groningen        | 2010–11          | 5               | 2         | 0               | 0     | —               | —        | —               | —          | 5               | 2        |
| Groningen        | 2011–12          | 23              | 3         | 1               | 0     | —               | —        | —               | —          | 24              | 3        |
| Groningen        | 2012–13          | 34              | 2         | 3               | 0     | —               | —        | —               | —          | 37              | 2        |
| Groningen        | Összesen         | 62              | 7         | 4               | 0     | —               | —        | —               | —          | 66              | 7        |
| Celtic           | 2013–14          | 36              | 5         | 2               | 0     | 1               | 0        | 8               | 0          | 47              | 5        |
| Celtic           | 2014–15          | 35              | 4         | 5               | 4     | 4               | 0        | 14              | 2          | 58              | 10       |
| Celtic           | 2015–16          | 5               | 0         | —               | —     | —               | —        | 5               | 0          | 10              | 0        |
| Celtic           | Összesen         | 76              | 9         | 7               | 4     | 5               | 0        | 27              | 2          | 115             | 15       |
| Southampton      | 2015–16          | 34              | 3         | 1               | 0     | 3               | 0        | —               | —          | 38              | 3        |
| Southampton      | 2016–17          | 21              | 1         | 1               | 1     | 2               | 0        | 6               | 2          | 30              | 4        |
| Southampton      | 2017–18          | 12              | 0         | —               | —     | 0               | 0        | —               | —          | 12              | 0        |
| Southampton      | Összesen         | 67              | 4         | 2               | 1     | 5               | 0        | 6               | 2          | 80              | 7        |
| Liverpool        | 2017–18          | 14              | 0         | 2               | 1     | —               | —        | 6               | 0          | 22              | 1        |
| Liverpool        | 2018–19          | 38              | 4         | 0               | 0     | 0               | 0        | 11              | 2          | 49              | 6        |
| Liverpool        | Összesen         | 52              | 4         | 2               | 1     | 0               | 0        | 17              | 2          | 71              | 7        |
| Karrier összesen | Karrier összesen | 257             | 24        | 15              | 6     | 10              | 0        | 50              | 6          | 332             | 36       |

### A válogatottban
Frissítve: 2025. március 23.
| Hollandia | Hollandia       | Hollandia |
| Év        | Pályára lépések | Gólok     |
| --------- | --------------- | --------- |
| 2015      | 3               | 0         |
| 2016      | 9               | 0         |
| 2017      | 4               | 0         |
| 2018      | 8               | 3         |
| 2019      | 9               | 1         |
| 2020      | 5               | 0         |
| 2021      | 6               | 1         |
| 2022      | 10              | 1         |
| 2023      | 10              | 1         |
| 2024      | 14              | 2         |
| 2025      | 2               | 0         |
| Összesen  | 80              | 9         |

### Válogatott góljai
| # | Dátum              | Helyszín                                   | Ellenfél         | Gólja | Végeredmény | Kiírás                     |
| - | ------------------ | ------------------------------------------ | ---------------- | ----- | ----------- | -------------------------- |
| 1 | 2018. március 26.  | Stade de Genève, Genf, Svájc               | Portugália       | 3–0   | 3–0         | Barátságos                 |
| 2 | 2018. október 13.  | Johan Cruijff Arena, Amszterdam, Hollandia | Németország      | 1–0   | 3–0         | Nemzetek ligája            |
| 3 | 2018. november 19. | Veltins-Arena, Gelsenkirchen, Németország  | Németország      | 2–2   | 2–2         | Nemzetek ligája            |
| 4 | 2019. március 21.  | Feijenoord Stadion, Rotterdam, Hollandia   | Fehéroroszország | 4–0   | 4–0         | Európa-bajnokság-selejzető |